# Prosopocera aristocratica
Prosopocera aristocratica là một loài bọ cánh cứng trong họ Cerambycidae.